# Muhammad al-Mutawakkil
Pour les articles homonymes, voir al-Mutawakkil.
Abû `Abd Allah Mohammed al-Mutawwakil al-Maslûkh (né en ? - mort le 4 août 1578) surnommé Al-Maslûkh (l'écorché) fut le quatrième sultan de la dynastie saadienne de 1574 à 1576.

## Biographie
En 1562, il dirigea sans succès le siège de Mazagan contre les Portugais.
Fils du sultan Abdallah el-Ghalib, il monte sur le trône à la mort de ce dernier malgré la règle longtemps établie au sein de la dynastie, qui l'accorde à Abu Marwan Abd al-Malik, aîné des frères survivants d'Al-Ghalib. Renversé par Abd al-Malik –qui a le soutien militaire de l'Empire ottoman– lors de la bataille d'al-Rukn, il se réfugie au Portugal et demande de l'aide au roi Sébastien Ier.
Celui-ci entreprend une expédition, suivi du prince déchu, sous forme de croisade. Sébastien et Al-Mutawakkil se heurtent à l'armée d'Abd al-Malik, soutenue par les troupes ottomanes, à l'oued al-Makhzin (près de Ksar el-Kébir).
La bataille — connue dans l'histoire sous le nom de « bataille des Trois Rois » — tourne en une victoire fulgurante pour Abd al-Malik et ses contingents. Ce fut un désastre pour l'armée portugaise. Sébastien Ier et Al-Mutawakkil, comme Abd al-Malik, y trouvent tous trois la mort.

## Sources